# Talentovaný pan Ripley
Talentovaný pan Ripley (v originále The Talented Mr. Ripley) je americký psychologický thriller z roku 1999 režiséra Anthonyho Minghella, který k filmu zároveň i napsal scénář. Film je adaptací stejnojmenné knihy od Patricia Highsmith z roku 1955.
V hlavních rolích filmu se objevují Matt Damon jako Tom Ripley, Gwyneth Paltrow jako Marge Sherwood, Jude Law jako Dickie Greenleaf, Cate Blanchett jako Meredith Logue (postava vytvořená pro film), Philip Seymour Hoffman jako Freddie Miles, Jack Davenport jako Peter Smith-Kingsley (postava rozšířená pro film), James Rebhorn jako Herbert Greenleaf a Celia Weston jako teta Joan.

## Obsah filmu
Tom Ripley je mladý muž, který se snaží vydělat si na živobytí v padesátých letech v New Yorku tím, že používá své "talenty" — padělání, lhaní a vydávání se za někoho jiného. Během práce na večírku ho osloví zámožný stavitel lodí Herbert Greenleaf, kteří věří, že Ripley chodil na Princetonskou univerzitu spolu s jeho synem Dickiem. Greenleaf najímá Ripleyho k cestě do Itálie, aby zde přesvědčil Dickieho k návratu domů do Spojených států a za to Ripleymu zaplatí 1000 dolarů. Ripley návrh přijímá, ačkoliv na Princeton nikdy nechodil a s Dickiem se nikdy nesetkal.
Krátce po svém příjezdu do Itálie Ripley zinscenuje "náhodné" setkání na pláži s Dickiem a jeho přítelkyní Marge Sherwood a rychle se vetře do jejich životů. Na jednom ze svých výletů se Dickie a Ripley setkávají s Dickieho přítelem Freddiem Milesem, který se k Ripleymu chová se špatně skrývaným pohrdáním.
Věci se začínají měnit poté, co místní dívka, se kterou Dickie čekal dítě, spáchala sebevraždu (utopila se) poté, co ji Dickie odmítl finančně pomoci. Brzy nato má Dickie už dost svého nového přítele, protiví se mu jeho neustálá přítomnost a dusivá závislost na něm, zvláště poté, co zjistí, jak Ripley lhal ohledně jejich společných dní na Princetonu. Ripleyho vlastní city jsou zkomplikovány jeho vlastní touhou zachovat si bohatý životní styl, kterým žije Dickie a jeho rostoucí sexuální posedlosti ke svému novému příteli.
Jako gesto k Ripleymu ho Dickie pozve na krátké prázdniny do San Rema. Najmou si malou loďku a vypraví se na moře. Dickie vybouchne vzteky, když ho Ripley konfrontuje ohledně jeho chování a začnou se na lodi prát, když Ripley udeří Dickieho veslem. Dickie na něj zaútočí a chce ho vyhodit z loďky, která plave v hlubokém moři, ale Ripley Dickieho utluče veslem k smrti. Chce skrýt svůj zločin, potopí loď, kde stále leží mrtvý Dickie a sám plave ke břehu.
Když si ho hotelová recepční splete s Dickiem, tak si Ripley najednou uvědomí, že si může přivlastnit Dickieho identitu. Padělá jeho podpis, upravuje svůj pas a začne žít z jeho příspěvků. Používá Dickieho psací stroj ke komunikaci s Marge a přiměje ji myslet si, že ji Dickie opustil. Dokonce se přihlásí do dvou samostatných hotelů, jednou jako on sám a jednou jako Dickie a poté posílá zprávy mezi "těmi dvěma muži" prostřednictvím hotelového personálu, aby vytvářel iluzi, že je Dickie stále naživu.
Ripley si pronajímá drahý byt v Římě a stráví osamělé Vánoce tím, že si pro sebe nakoupí drahé dárky. Freddie navštíví to, co předpokládá, že je Dickieho byt a okamžitě se stane vůči Ripleymu podezřívavý; byt není zařízen v tom, co on považuje za Dickieho styl, ačkoliv se zdá, že Ripley perfektně zkopíroval Dickieho oděvy a způsoby. Při cestě z bytu se Freddie setkává s paní domácí, která o Ripleym mluví jako o "signoru Greenleafovi". Freddie se vrací, aby konfrontoval Ripleyho, který ho ale přepadne a zavraždí.
Během několika příštích týdnů se Ripleyho existence stává "hrou na kočku a myš" s policií a Dickieho přáteli. Jeho nesnáze jsou komplikovány přítomností Meredith Logue, dědičky, se kterou se setkal při příjezdu do Itálie a které se představil jako Dickie Greenleaf. Ripley je donucen napsat Dickieho jménem sebevražedný dopis na rozloučenou a přestěhuje se do Benátek. V rychlém sledu ho konfrontují Marge, Dickieho otec a americký soukromý detektiv Alvin MacCarron. Zvláště Marge podezřívá Ripleyho zapojení ve smrti Dickieho a když vyjádří své podezření, je Ripley připraven ji zabít. Nepodaří se mu to, protože do bytu vstupuje Peter Smith-Kingsley, jeden z Marginých přátel.
MacCarron prozrazuje, že se pan Greenleaf rozhodl Ripleymu dát podstatnou část Dickieho příjmů, aby se italská policie nedozvěděla o dřívějších ošklivých činech jeho syna, jako například na útok na studenta Princetonu.
Ripley se vydává na plavbu se Smithem-Kingsleym, který je nyní jeho milencem a zjistí, že na palubě je také Meredith. Ripley si uvědomí, že je nemožné zatajit před Smithem-Kingsleym to, že se vydává za Dickieho, protože se Meredith a Smith-Kingsley znají a určitě si během plavby vymění pár slov. Toto dilema nemůže vyřešit zavražděním Meredith, protože ona cestuje s rodinou, která by si velice rychle všimla jejího zmizení. Film končí, když plačící Ripley škrtí Smithe-Kingsleyho v posteli a poté jde sám do své kajuty.

## Hrají
| Matt Damon             | Tom Ripley          |
| Gwyneth Paltrow        | Marge Sherwood      |
| Jude Law               | Dickie Greenleaf    |
| Cate Blanchett         | Meredith Logue      |
| Philip Seymour Hoffman | Freddie Miles       |
| Jack Davenport         | Peter Smith-Kinsley |
| James Rebhorn          | Herbert Greenleaf   |
| Sergio Rubini          | inspektor Roverini  |
| Philip Baker Hall      | Alvin MacCarron     |
| Celia Weston           | teta Joan           |

## Ocenění
| Rok  | Ocenění                                   | Kategorie                                            | Obdržitel(é)                        | Výsledek   |
| ---- | ----------------------------------------- | ---------------------------------------------------- | ----------------------------------- | ---------- |
| 1999 | Oscar                                     | Nejlepší mužský herecký výkon ve vedlejší roli       | Jude Law                            | Nominován  |
| 1999 | Oscar                                     | Nejlepší výprava a dekorace                          | Roy Walker Bruno Cesari             | Nominováni |
| 1999 | Oscar                                     | Nejlepší návrh kostýmů                               | Ann Roth Gary Jones                 | Nominováni |
| 1999 | Oscar                                     | Nejlepší hudba                                       | Gabriel Yared                       | Nominován  |
| 1999 | Oscar                                     | Nejlepší adaptovaný scénář                           | Anthony Minghella                   | Nominován  |
| 2000 | Ceny BAFTA                                | Nejlepší herec ve vedlejší roli                      | Jude Law                            | Vyhrál     |
| 2000 | Ceny BAFTA                                | Nejlepší herečka ve vedlejší roli                    | Cate Blanchett                      | Nominována |
| 2000 | Ceny BAFTA                                | Nejlepší filmová hudba                               | Gabriel Yared                       | Nominován  |
| 2000 | Ceny BAFTA                                | Nejlepší kamera                                      | John Seale                          | Nominován  |
| 2000 | Ceny BAFTA                                | Nejlepší film                                        | William Horberg Tom Sternberg       | Nominováni |
| 2000 | Ceny BAFTA                                | Nejlepší adaptovaný scénář                           | Anthony Minghella                   | Nominován  |
| 2000 | Ceny BAFTA                                | Nejlepší režie                                       | Anthony Minghella                   | Nominován  |
| 2000 | Berlínský mezinárodní filmový festival    | Zlatý medvěd                                         | Anthony Minghella                   | Nominován  |
| 2000 | Broadcast Film Critics Association Awards | Nejlepší film                                        |                                     | Nominován  |
| 2000 | Broadcast Film Critics Association Awards | Nejlepší skladatel                                   | Gabriel Yared                       | Vyhrál     |
| 2000 | Chicago Film Critics Association Awards   | Nejlepší kamera                                      | John Seale                          | Vyhrál     |
| 2000 | Chlotrudis Awards                         | Nejlepší herec ve vedlejší roli                      | Philip Seymour Hoffman              | Vyhrál     |
| 2000 | Chlotrudis Awards                         | Nejlepší herečka ve vedlejší roli                    | Cate Blanchett                      | Nominována |
| 2001 | Empire Awards                             | Nejlepší britský herec                               | Jude Law                            | Nominován  |
| 2000 | Zlatý glóbus                              | Nejlepší film (drama)                                |                                     | Nominován  |
| 2000 | Zlatý glóbus                              | Nejlepší mužský herecký výkon (drama)                | Matt Damon                          | Nominován  |
| 2000 | Zlatý glóbus                              | Nejlepší mužský herecký výkon ve vedlejší roli       | Jude Law                            | Nominován  |
| 2000 | Zlatý glóbus                              | Nejlepší režie                                       | Anthony Minghella                   | Nominován  |
| 2000 | Zlatý glóbus                              | Nejlepší hudba                                       | Gabriel Yared                       | Nominován  |
| 2000 | Las Vegas Film Critics Society Awards     | Nejlepší herec                                       | Matt Damon                          | Nominován  |
| 2000 | Las Vegas Film Critics Society Awards     | Nejlepší kamera                                      | John Seale                          | Nominován  |
| 2000 | Las Vegas Film Critics Society Awards     | Nejlepší režie                                       | Anthony Minghella                   | Nominován  |
| 2000 | Las Vegas Film Critics Society Awards     | Nejlepší film                                        |                                     | Nominován  |
| 2000 | Las Vegas Film Critics Society Awards     | Nejlepší hudba                                       | Gabriel Yared                       | Nominován  |
| 2000 | Las Vegas Film Critics Society Awards     | Nejlepší scénář                                      | Anthony Minghella                   | Nominován  |
| 2000 | London Film Critics Circle Awards         | Britský scenárista roku                              | Anthony Minghella                   | Nominován  |
| 2000 | London Film Critics Circle Awards         | Britský herec roku ve vedlejší roli                  | Jude Law                            | Nominován  |
| 2000 | MTV Movie Awards                          | Nejlepší hudební sekvence                            | Matt Damon Gwyneth Paltrow Jude Law | Nominováni |
| 2000 | MTV Movie Awards                          | Nejlepší darebák                                     | Matt Damon                          | Nominován  |
| 2000 | National Board of Review Awards           | Nejlepší režie                                       | Anthony Minghella                   | Vyhrál     |
| 2000 | National Board of Review Awards           | Nejlepší herec ve vedlejší roli                      | Philip Seymour Hoffman              | Vyhrál     |
| 2000 | National Board of Review Awards           | 10. nejlepších filmů                                 |                                     |            |
| 2000 | Online Film Critics Society Awards        | Nejlepší adaptovaný scénář                           | Anthony Minghella                   | Nominován  |
| 1999 | Satellite Awards                          | Nejlepší film                                        |                                     | Nominován  |
| 1999 | Satellite Awards                          | Nejlepší herec ve vedlejší roli v celovečerním filmu | Jude Law                            | Nominován  |
| 1999 | Satellite Awards                          | Nejlepší kamera                                      | John Seale                          | Nominován  |
| 1999 | Satellite Awards                          | Nejlepší režie                                       | Anthony Minghella                   | Nominován  |
| 1999 | Satellite Awards                          | Nejlepší střih                                       | Walter Murch                        | Nominován  |
| 1999 | Satellite Awards                          | Nejlepší adaptovaný scénář                           | Anthony Minghella                   | Nominován  |
| 2000 | Teen Choice Awards                        | Nejlepší dramatický film                             |                                     | Nominován  |
| 2000 | Teen Choice Awards                        | Nejlepší herec v dramatickém filmu                   | Matt Damon                          | Nominován  |
| 2000 | Teen Choice Awards                        | Nejlepší průlomové vystoupení                        | Jude Law                            | Nominován  |
| 2000 | Teen Choice Awards                        | Nejlepší filmový lhář                                | Matt Damon                          | Nominován  |
| 2000 | Writers Guild of America Awards           | Nejlepší adaptovaný scénář                           | Anthony Minghella                   | Nominován  |